# Curtiss F11C Goshawk
Кёртисс F11C Госхок (англ. Curtiss F11C Goshawk) — биплан-истребитель (или бомбардировщик) ВМС США, спроектированный и строившийся компанией Curtiss-Wright.

## Конструкция и история создания
В апреле 1932 года ВМС США заключили контракт с компанией Curtiss-Wright на строительство серии самолётов, представлявших собой модернизацию истребителя F6C. Новый истребитель получил наименование F11C.
Конструкция биплана F6C претерпела несколько изменений, в частности, на самолёт был установлен новый радиальный двигатель Райт R-1510 98 мощностью 450 кВт, была модифицирована конструкция шасси. Истребитель вооружался двумя пулемётами калибра 7,62 мм.
Самолёт мог нести 215 кг бомб или дополнительный топливный бак под фюзеляжем. Биплан имел цельнометаллическую конструкцию, сверху покрытую тканью.
Самолёт проектировался как модель 64 и впоследствии получил военно-морское обозначение XF11C-1 (позднее заменено на XBFC-1).
В ВМС США был поставлен в сентябре 1932 года.
ВМФ США так же закупил демонстрационный экземпляр (фирменное обозначение — модель 64A), оснащённый двигателем Wright R-1820. Самолёт имел удлинённую конструкцию опор шасси, хвостовое колесо вместо хвостового оперения прототипа. Под фюзеляжем самолёта подвешивалась бомбовая нагрузка или 189-литровый топливный бак. Самолёт получил обозначение XF11C-2 (позднее переименован в XBFC-2) и был отправлен на испытания, и, после некоторых небольших доработок было заказано строительство 28 самолётов, получивших обозначение F11C-2.
Позднее самолёт был модифицирован, в частности, истребитель получил полузакрытую кабину пилота, двигатель R-1820-80 и убирающееся шасси. Модификация получила обозначение XF11C-3.

## Эксплуатация
F11C-2 Goshawk выпускался в двух экспортных версиях: истребители Hawk I и Hawk II.
Hawk II был экспортирован в больших количествах в Турцию, первые 19 самолетов были поставлены 30 августа 1932 года. Колумбия разместила заказ на самолёт в конце октября 1932 года, получив начальную партию из четырех Hawk II, всего к концу июля 1934 года было поставлено 26 истребителей. 
В Боливию было поставлено девять Hawk II, три из которых имели сменные колесно-поплавковые шасси; четыре были доставлены в Чили, четыре на Кубу, два в Германию, один в Норвегию и 12 истребителей в Таиланд, под обозначением Hawk III.
Несколько самолётов использовались В ВВС Колумбии в войне против Перу.
Самолёты Hawk III ВВС Таиланда участвовали во Второй мировой войне.
Китайские ВВС получили 52 Hawk II, они принимали участие в сражениях против японцев во время Второй японо-китайской войны.